# Lovro Zvonarek
Lovro Zvonarek (Čakovec, 8 mei 2005) is een Kroatisch voetballer die bij voorkeur als middenvelder speelt. Hij wordt door Bayern München verhuurd aan Sturm Graz.

## Clubcarrière
Zvonarek scoorde vier treffers in 22 competitieduels voor Slaven Belupo. In 2022 tekende hij bij Bayern München, waar hij aansloot bij het tweede elftal. Op 27 januari 2024 debuteerde de Kroaat in de Bundesliga tegen Augsburg. Op 12 mei 2024 scoorde hij zijn eerste competitietreffer tegen VfL Wolfsburg. Drie dagen later werd zijn contract verlengd tot 2027. Tijdens het seizoen 2024/25 werd Zvonarek verhuurd aan Sturm Graz.